# 普伊苏沙尔略
普伊苏沙尔略（法語：Pouilly-sous-Charlieu，發音：[puji su ʃaʁljø]），法国中东部城市，奥弗涅-罗讷-阿尔卑斯大区卢瓦尔省的一个市镇，隶属于罗阿讷区，其市镇面积为15.99平方公里，2022年1月1日时人口数量为2,584人，在法国市镇中排名第4,297位（2022年）。
普伊苏沙尔略位于卢瓦尔省北部，索尔南河与卢瓦尔河交汇处内侧，历史上曾为一个铁路枢纽，现有多个方向的公路在此交汇。

## 地名来源
“Pouilly”一名的来源及含义尚缺乏官方解释，该名称在法国中部多个市镇有所出现；“-sous-Charlieu”（意为“在沙尔略下方”）这一后缀自十九世纪初被添加，在此之前当地曾使用“Pouilly”及“Pouilly-sur-Loire”（意为“在卢瓦尔河畔”）作为官方名称。
因翻译标准不同，“Pouilly-sous-Charlieu”在部分汉语资料中又被译为普伊苏沙略。

## 历史

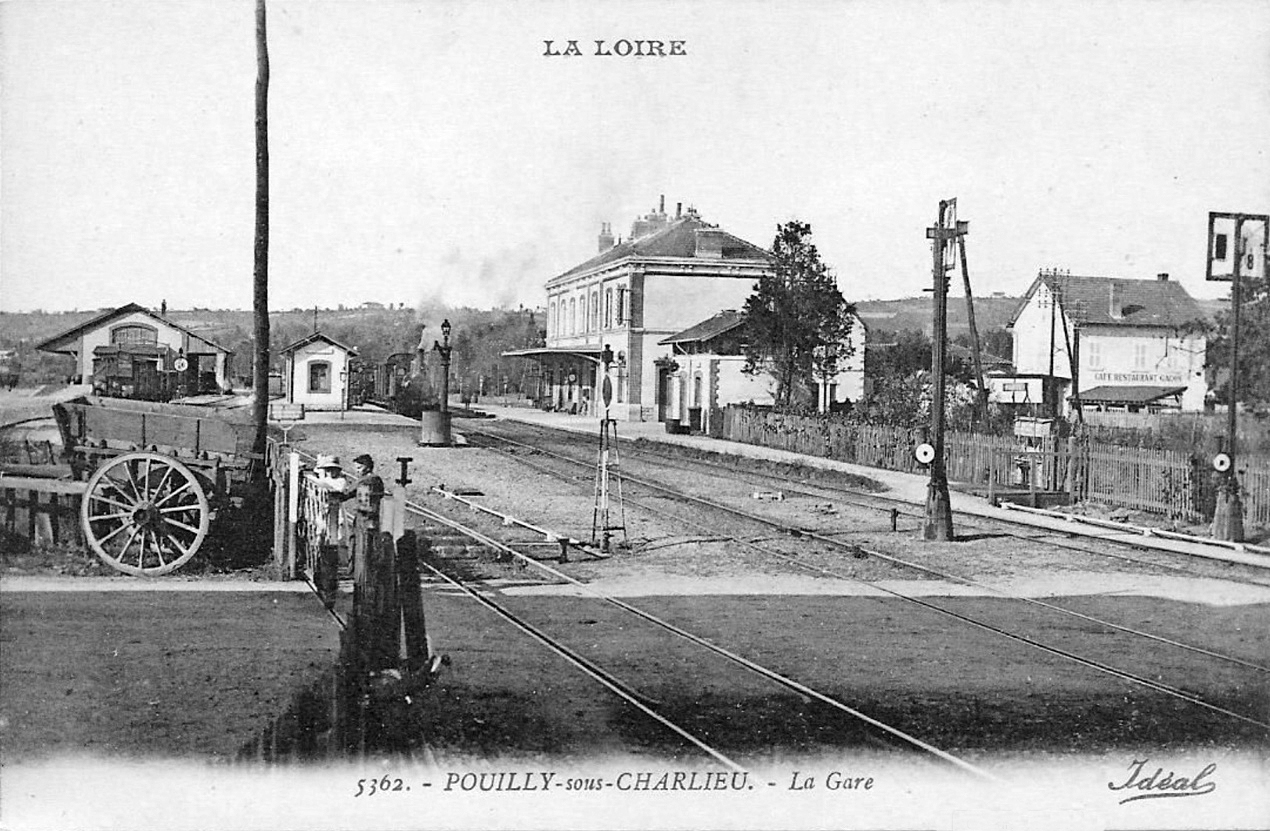
1900年的普伊苏沙尔略火车站

普伊苏沙尔略的早期历史尚不清楚。根据当地官方网站的论述，普伊苏沙尔略在古典时期曾为塞古西亚维人的活动范围。中世纪时，普伊长期为一处农业聚落，其领主曾实施什一奉献以修建当地的教堂。法国大革命后，普伊成为罗讷-卢瓦尔省的一个市镇，该省于1793年一分为二，普伊被划入卢瓦尔省。十九世纪末，途经普伊苏沙尔略的勒科托—蒙沙南铁路和普伊苏沙尔略—克莱尔曼铁路相继建成通车，普伊苏沙尔略站成为一个区域性的铁路枢纽。二战期间，普伊苏沙尔略作为铁路枢纽遭到严重破坏，当地铁路设施完全瘫痪，其客运服务于1947年关闭，货运服务亦于2005年中止。

## 地理

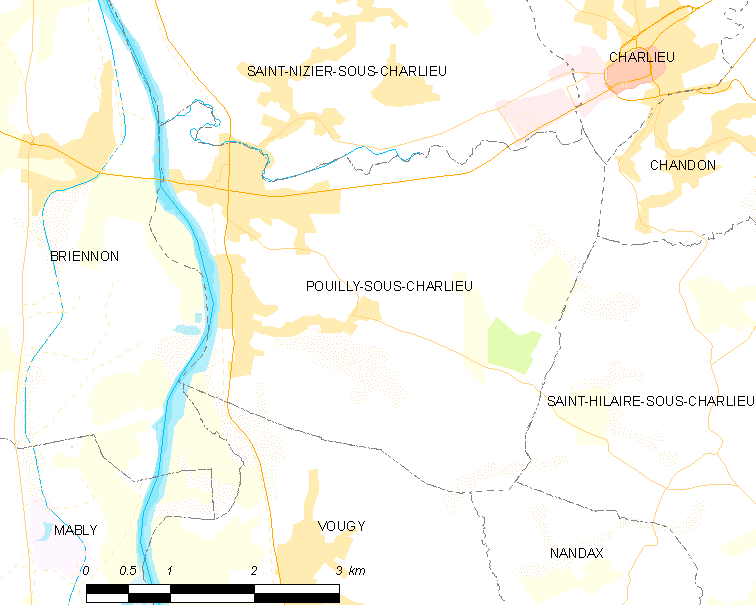
普伊苏沙尔略市镇范围地图

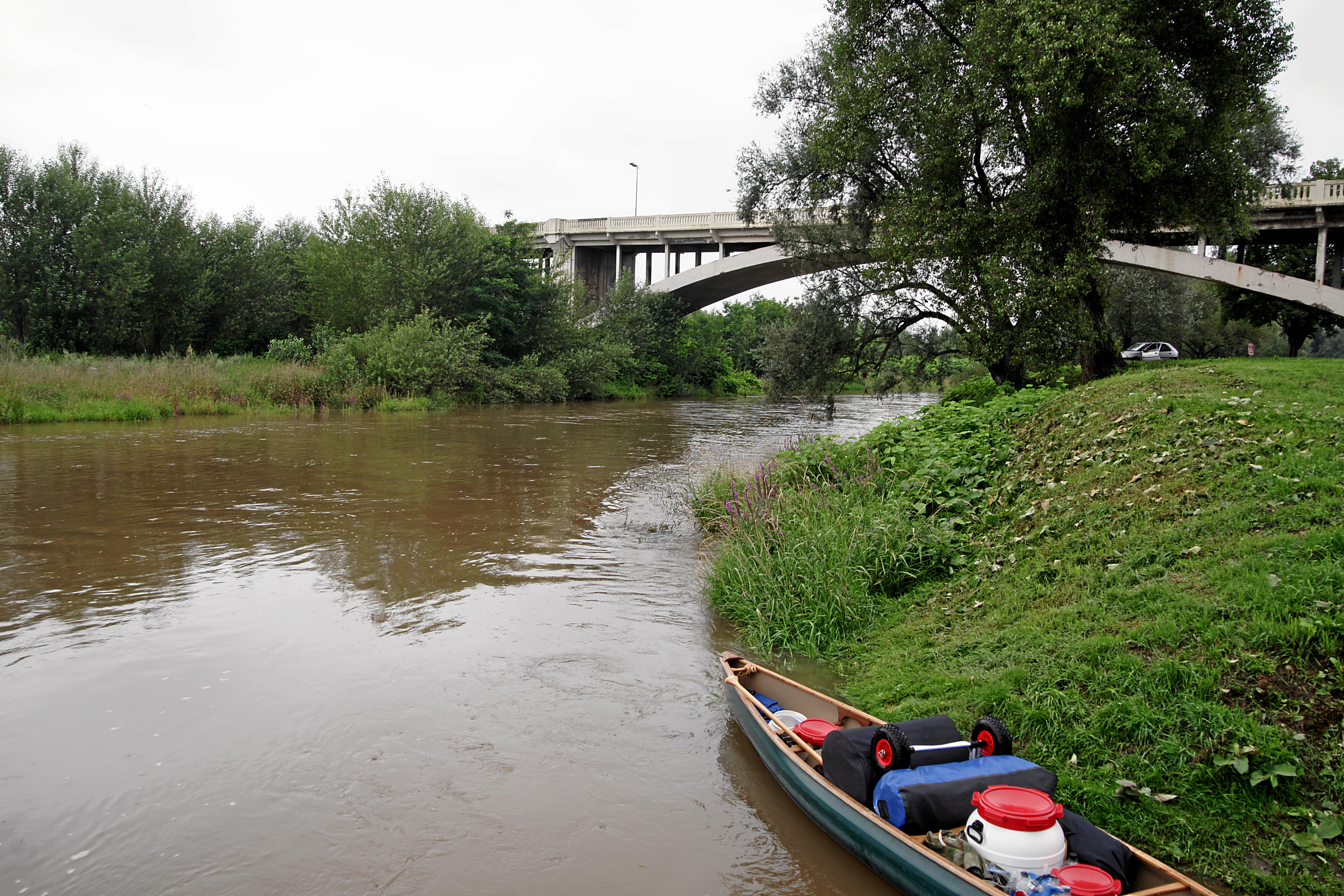
卢瓦尔河普伊苏沙尔略段

普伊苏沙尔略位于法国中东部，奥弗涅-罗讷-阿尔卑斯大区北部偏西和卢瓦尔省北部，距离省会圣艾蒂安大约91公里。与普伊苏沙尔略接壤的市镇包括：布列农、沙尔略、尚东、楠达、圣伊莱尔苏沙尔略、圣尼济耶苏沙尔略和武日。

### 地形
普伊苏沙尔略位于布里奥奈与罗阿奈两个地区之间的过渡地带，境内以平原和浅丘为主，市镇中心地势较为平坦，全境海拔在251到331米之间。

### 水文
卢瓦尔河干流自南向北流经普伊苏沙尔略市镇西侧，其右岸支流索尔南河自东向西流经市镇北界并在此与其交汇，此外还有雅尔诺桑河自东向西流经市镇南部。

### 植被
普伊苏沙尔略属于温带阔叶混交林区，林地多分布于河流附近及坡地地带，市镇范围东部为波耶树林（Bois du Poyet）。
在鲜花城市的评比中，普伊苏沙尔略暂未被评级。

### 自然灾害
普伊苏沙尔略的地震危险度等级为2级，属于低危险；氡辐射等级为3级，属于高危险。1982至2025年1月间，普伊苏沙尔略境内共发生12次有记录的自然灾害，其中6次洪涝，3次干旱。

### 气候
普伊苏沙尔略在柯本气候分类法中属于带有一定大陆性气候特征的温带海洋性气候（Cfb）。

## 行政区划
普伊苏沙尔略的市镇编号为42177，邮政编号为42720。
在行政管理方面，普伊苏沙尔略隶属于法国奥弗涅-罗讷-阿尔卑斯大区卢瓦尔省罗阿讷区；在地方选举方面，普伊苏沙尔略隶属于沙尔略县，其市镇范围全境被划入卢瓦尔省第六选区；在社会管理方面，普伊苏沙尔略是沙尔略-贝尔蒙市镇公共社区的组成部分。
截至2025年3月，普伊苏沙尔略市镇范围内暂无任何安全优先街区及城市政策优先街区。
法国国家统计与经济研究所（简称“INSEE”）在进行数据统计时，将普伊苏沙尔略及相邻的另外3个市镇设为沙尔略城市核心区，并将包括普伊苏沙尔略在内的周边共88个市镇划为罗阿讷城市辐射区。此外，INSEE还将普伊苏沙尔略市镇整体看作一个“块区”（IRIS），以便于统计人口分布情况。

## 交通

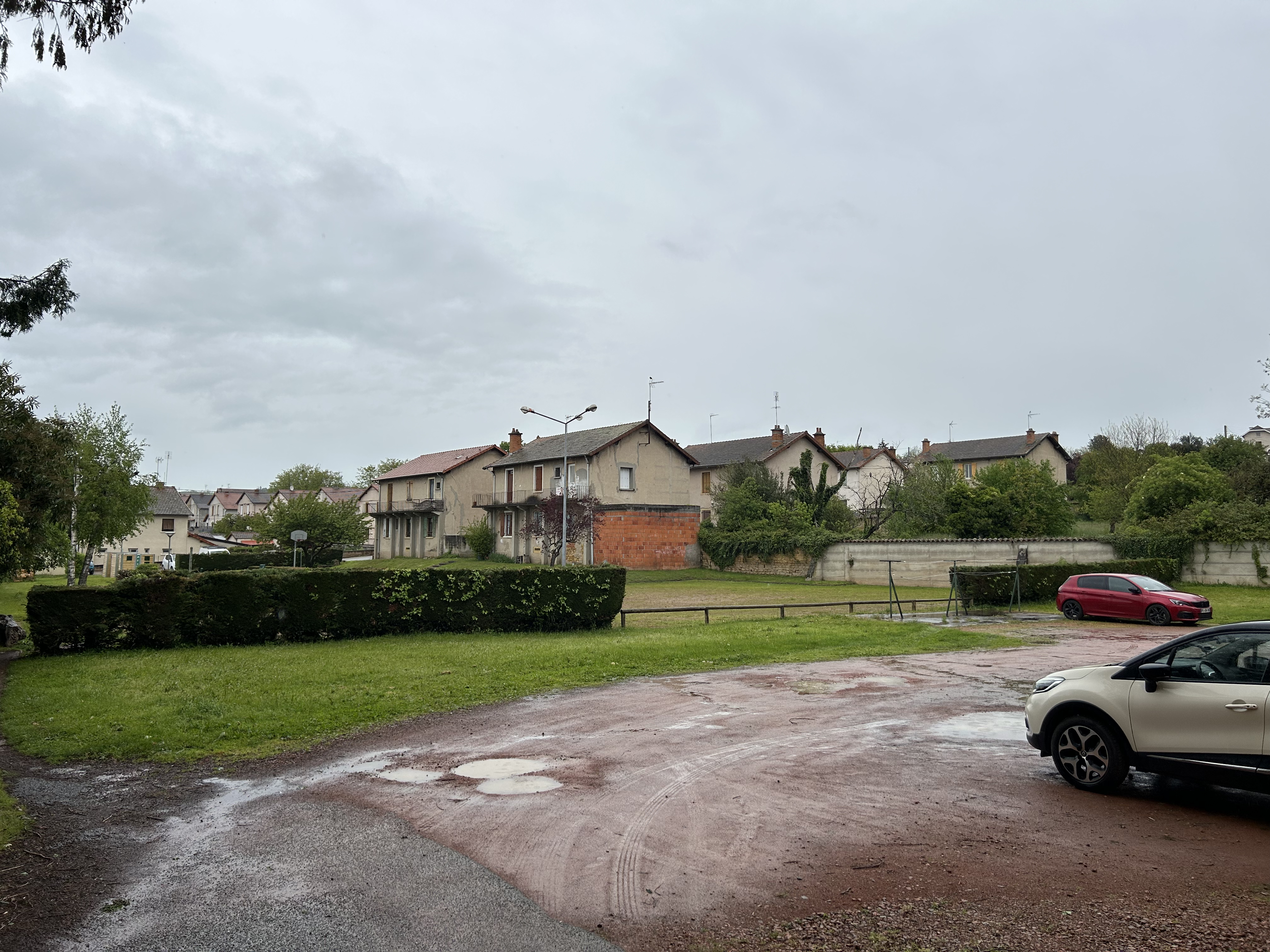
一处停车场

### 公路
卢瓦尔省省道D35线、D482线和D487线在普伊苏沙尔略境内交汇。奥弗涅-罗讷-阿尔卑斯城际巴士（商业名称为“Cars Région”）下属的L25线和X13线停靠普伊苏沙尔略，可前往罗阿讷、沙尔略、勒克勒佐TGV站、勒科托等地。
2021年，75.7%的普伊苏沙尔略家庭拥有至少一辆私人汽车。2023年，普伊苏沙尔略境内共发生各类交通事故2起，造成2人重伤。
| 23 | 40 |

| 33 | 38 |

| 圣艾蒂安 | 96 |

| 罗阿讷 | 14 |

| 迪关 | 43 |

| 沙尔略 | 5.5 |

| 圣日耳曼 | 14 |

| 马布利 | 11 |

### 铁路
普伊苏沙尔略历史上曾为一个区域性的铁路枢纽，现普伊苏沙尔略站已废弃。
距离普伊苏沙尔略最近的运营中的客运铁路车站为14公里外的罗阿讷站，该站停靠往返于里昂和南特之间的城际列车，以及前往里昂、克莱蒙费朗和圣艾蒂安三个方向的区域列车。

### 航空
普伊苏沙尔略距离里昂圣埃克絮佩里机场的高速公路里程大约133公里。

### 城市公共交通
截至2025年3月，普伊苏沙尔略暂无城市公共交通系统。

## 政治

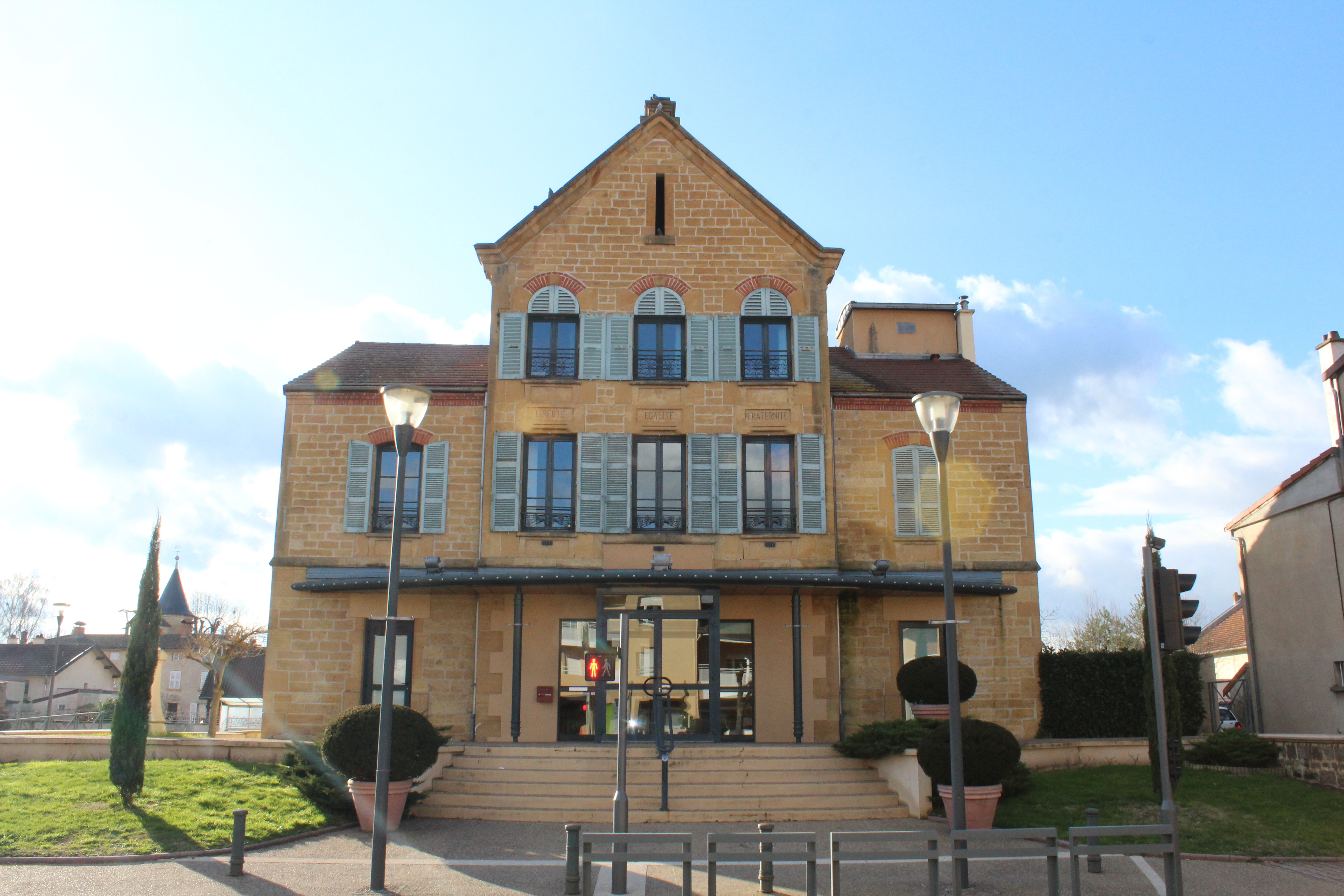
普伊苏沙尔略市政厅

普伊苏沙尔略的现任市长为菲利普·雅尔萨永先生（Philippe JARSAILLON），他的党籍不详，在2020年的市政选举中获得了100%的支持率（无其他候选人）。
在2022年的法国总统大选的第二轮选举中，法国极右翼政党国民阵线主席玛丽娜·勒庞在普伊苏沙尔略获得了50.33%的支持率。

## 人口
2022年，普伊苏沙尔略市镇人口数量为2,584，在法国排名第4,297位。其中男性1,236人，女性1,340人，75岁及以上人口占12.1%，外籍人口数量为88人，人口密度为162人/平方公里，当地居民被称为（男性）或（女性）。2015至2021年间，普伊苏沙尔略的人口增长率为0.6%。2022年，普伊苏沙尔略境内出生28人，死亡人口29人。
| 普伊苏沙尔略1901年－2022年人口变化情况 |
|                                        |
| 数据来源：Cassini、INSEE               |

## 经济
INSEE于2020年将普伊苏沙尔略划入罗阿讷就业区（Zone d'emploi de Roanne），并又于2022年将其划入沙尔略生活区（Bassin de vie de Charlieu）。截至2025年3月，普伊苏沙尔略市镇范围内共有各类用人单位（包含自雇）412家，比上一年同期新增5家；（纺织品加工）、（垃圾回收处理）及（水泥建材制造）是当地2022年已公布营业额最高的三个企业，分别为5,561,855欧元、5,324,203欧元和3,552,815欧元。

## 财政与居民收入
2023年，普伊苏沙尔略的财政收入总额为2,365,590欧元，财政支出总额为1,602,760欧元，当年的债务总额为1,396,390欧元。2023年，普伊苏沙尔略市镇通过增值税获得59,100欧元的收入，此外当地还共获得了39,180欧元的国家直接财政补助。
| 普伊苏沙尔略居民收入情况                         | 普伊苏沙尔略居民收入情况 | 普伊苏沙尔略居民收入情况 | 普伊苏沙尔略居民收入情况 |
| 内容                                             | 普伊苏沙尔略             | 卢瓦尔省                 | 法國                     |
| ------------------------------------------------ | ------------------------ | ------------------------ | ------------------------ |
| 居民平均时薪                                     | 13.6欧元（2022年）       | 15.1欧元（2022年）       | 17欧元（2022年）         |
| 高级职员人均时薪                                 | 23.8欧元（2022年）       | 25.1欧元（2022年）       | 29.1欧元（2022年）       |
| 中级职员人均时薪                                 | 15.0欧元（2022年）       | 16.1欧元（2022年）       | 16.6欧元（2022年）       |
| 普通职员人均时薪                                 | 11.5欧元（2022年）       | 11.9欧元（2022年）       | 12.1欧元（2022年）       |
| 工人人均时薪                                     | 12.4欧元（2022年）       | 12.6欧元（2022年）       | 12.5欧元（2022年）       |
| 贫困率                                           | 13%（2021年）            | 15.8%（2021年）          | 14.5%（2021年）          |
| 青壮年（15至64岁）失业率                         | 10.7%（2021年）          | 11.8%（2021年）          | 10.4%（2021年）          |
| 家庭总数                                         | 1,231（2022年）          | 1,023（2022年）          | 1,160（2022年）          |
| 征税家庭数量占比                                 | 38.0%（2023年）          | 47.3%（2022年）          | 44.8%（2022年）          |
| 家庭年均纳税                                     | 1,641欧元（2023年）      | 2,596欧元（2022年）      | 4,481欧元（2022年）      |
| 资料来源：INSEE、L'Internaute、Le Journal du Net |                          |                          |                          |

## 社会事务

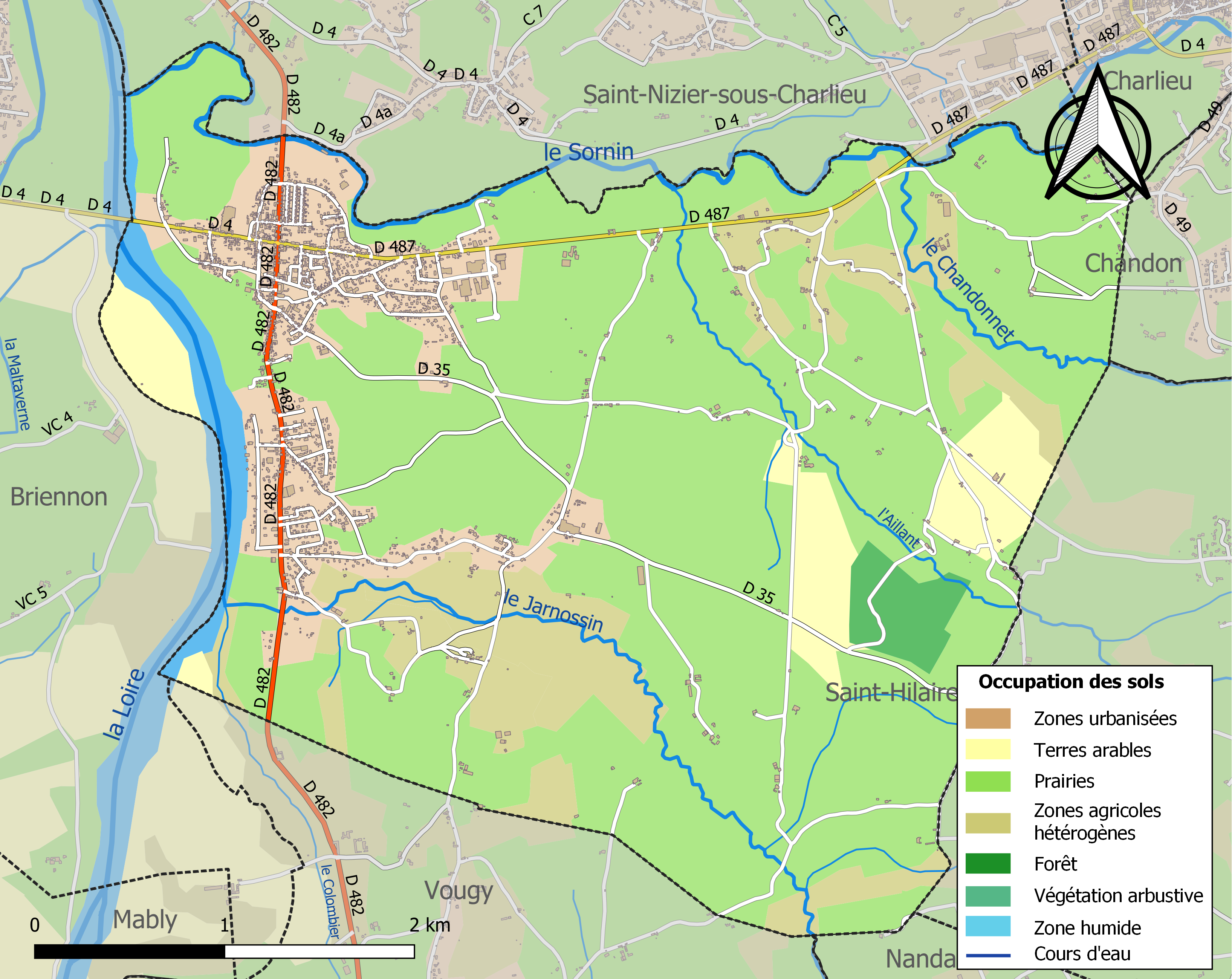
普伊苏沙尔略土地利用情况地图

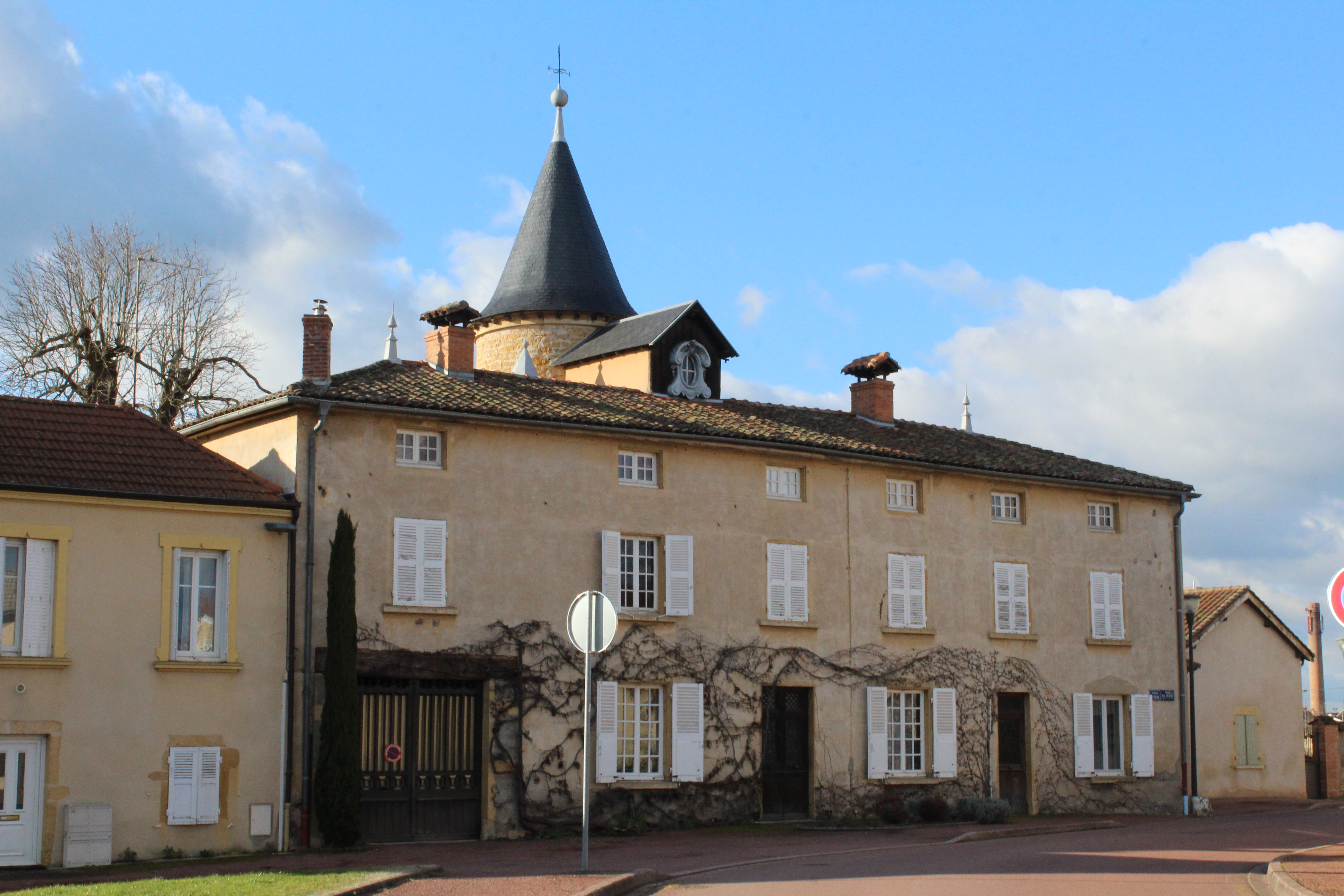
普伊苏沙尔略镇中心附近的民居

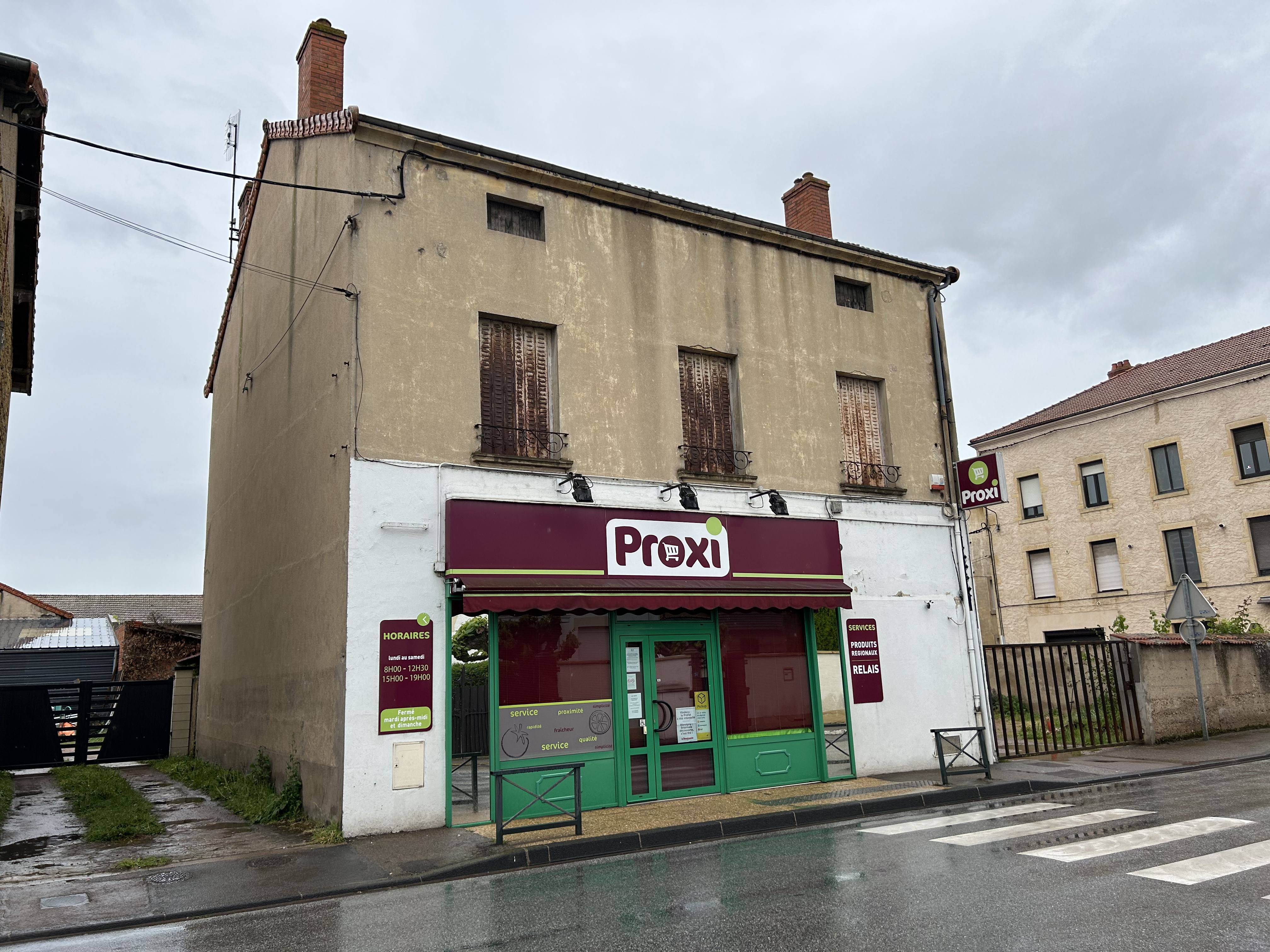
一家杂货店

### 教育
普伊苏沙尔略属于里昂学区。截至2023年1月1日，普伊苏沙尔略境内共有1所小学。

### 医疗
截至2023年1月1日，普伊苏沙尔略境内共有全科医生2名、保健师3名、牙医1名、护士5名、助产士2名、药房1家、养老院1家。
距离普伊苏沙尔略最近的区域性医疗机构为沙尔略中心医院（Centre Hospitalier de Charlieu），其主病区医院位于沙尔略，距离普伊苏沙尔略市区的正常车程大约7分钟，该院设有床位169个。

### 住房
2021年，普伊苏沙尔略境内共有各类住房1,392套，其中74.6%为独立式住宅，24.2%为集中式住宅。常住房屋占普伊苏沙尔略市镇范围内居民建筑总量的87.5%。2023年，普伊苏沙尔略的居住税率为10.77%，不动产税率为34.48%（其中空置土地的不动产税率为36.55%）。
在住房保障政策方面，2023年，普伊苏沙尔略境内共有460户家庭获得了家庭津贴补助，受益人数占总人口数量的17.8%，其中165份为房租补助。

### 商业
2021年，普伊苏沙尔略境内共有各类实体商铺72家，其中餐厅4家、大型超市1家、杂货店2家、面包房5家、肉铺2家、美容美发店9家、汽车维修店9家。普伊苏沙尔略市镇南部建有一家Colruyt超市。

### 体育
2023年，普伊苏沙尔略境内共有1间体育馆、1处网球场以及1处足球或橄榄球场。
截至2025年3月，卢瓦尔-索尔南足球俱乐部（Football Club Loire Sornin，编号548715）是普伊苏沙尔略境内唯一的一家注册足球俱乐部，其主队2024至2025赛季参加卢瓦尔省足球联赛甲组（法国第九级别），其位于普伊苏沙尔略境内的主场为岛屿球场（Stade des Îlots）。

### 环境
普伊苏沙尔略的环境事务由其所属的沙尔略-贝尔蒙市镇公共社区联合各级政府协调负责。2021年，普伊苏沙尔略境内暂无污染企业。

### 治安
2023年，普伊苏沙尔略市镇范围内累计记录各类案件38起，其中盗窃类案件14起，人身侵犯类案件7起，毒品交易类案件4起。

## 文化

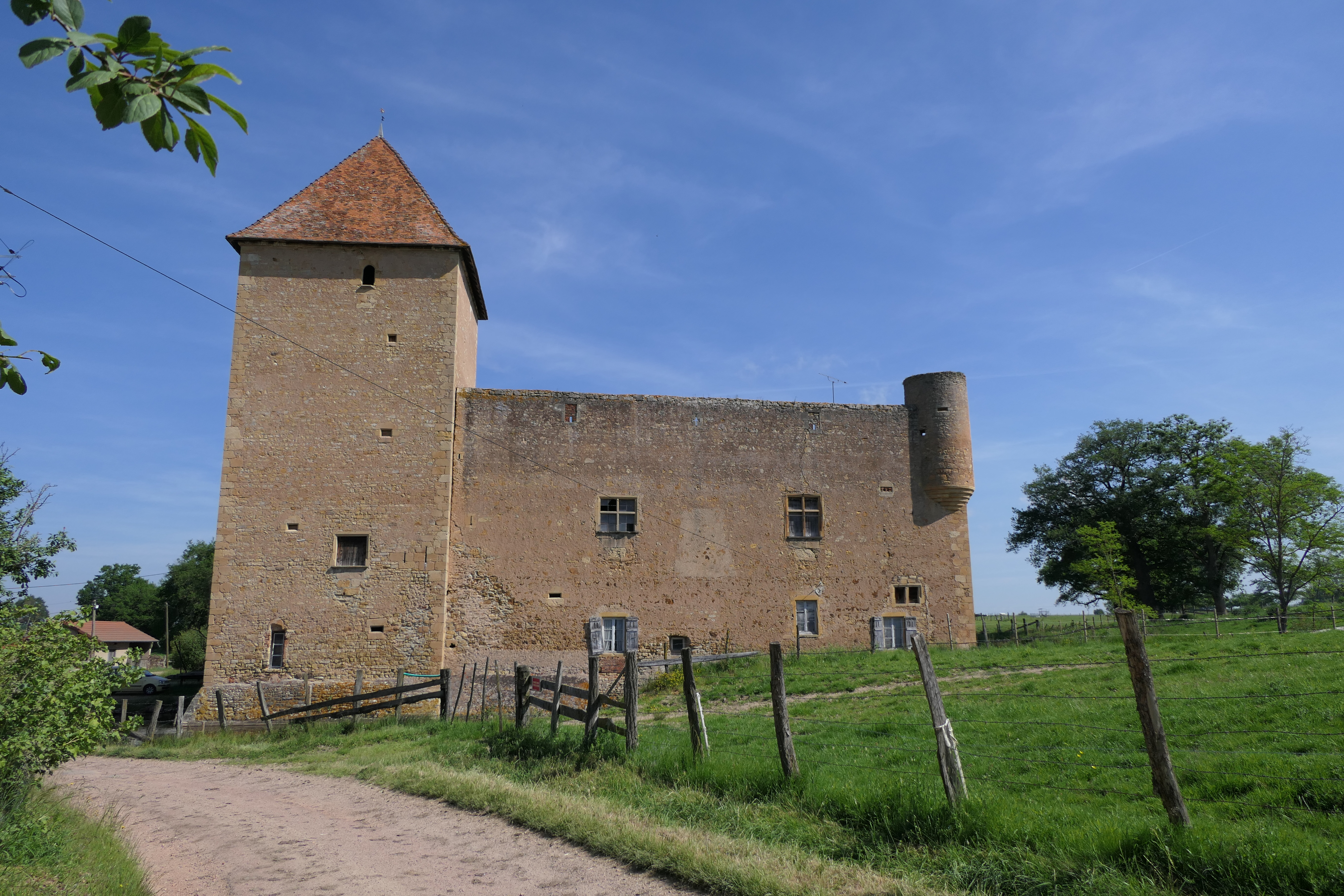
蒙特勒纳尔城堡

2021年，普伊苏沙尔略境内暂无任何文化设施。普伊苏沙尔略境内建有图书馆（Bibliothèque），每周二至六向公众开放。

### 建筑
截至2025年3月，普伊苏沙尔略境内共有4处建筑被列入法国国家文物保护单位，包括蒙特勒纳尔城堡、武日城堡（部分区域位于武日市镇范围内）等，此外镇中心的圣伯多禄教堂（Église Saint-Pierre de Pouilly-sous-Charlieu）等也是当地的地标性建筑物。

### 旅游
普伊苏沙尔略的旅游事务由其所属的沙尔略-贝尔蒙市镇公共社区联合各级政府协调负责。2024年，普伊苏沙尔略境内共有0家酒店共计0间房间；另有1个露营地，可容纳共50辆露营车。

### 媒体
法国主要的媒体均可在普伊苏沙尔略接收，法国电视三台下属的奥弗涅-罗讷-阿尔卑斯大区频道在部分时段播出普伊苏沙尔略所在卢瓦尔省的地方新闻。《进步报》、《罗阿讷地区报》、Ici圣艾蒂安-卢瓦尔、Scoop广播、卢瓦尔省电视台等为当地主要的地方性媒体。

## 友好城市
截至2025年3月，普伊苏沙尔略共与一座城市建立了友好城市关系：
- 義大利 坎迪奥洛（2007年）